# Madroñera
Madroñera è un comune spagnolo di 3 132 abitanti situato nella comunità autonoma dell'Estremadura.